# اون جور زن
«اون جور زن» (انگلیسی: That Kind of Woman) یک فیلم به کارگردانی سیدنی لومت است که در سال ۱۹۵۹ منتشر شد. از بازیگران آن می‌توان به سوفیا لورن اشاره کرد.